# L'Opium des talibans
Pour plus de détails, voir Fiche technique et Distribution.
L'Opium des talibans est un documentaire français réalisé par François Margolin, sorti le 17 octobre 2001.

## Synopsis
Le film est un road movie tourné en Afghanistan, alors que les talibans sont au pouvoir et ont interdit toute image, prise de vue ou peinture. Réalisé par le producteur et réalisateur François Margolin et co-écrit avec l'écrivain et grand reporter Olivier Weber, il a nécessité une longue préparation, notamment pour introduire dans le pays une caméra et convaincre certains commandants talibans. 
Ce film a été tourné dans des conditions très difficiles, clandestinement, en caméra cachée, grâce à diverses complicités. François Margolin a ainsi pu filmer de nombreux dignitaires talibans, dont plusieurs ont donné leur autorisation, des marchands d'armes et des idéologues. 
Premier film tourné en Afghanistan depuis l'arrivée au pouvoir des talibans, L'Opium des talibans dénonce l'hypocrisie des chefs du mouvement fondamentaliste, notamment leur implication dans le trafic de drogues. Ils produisent 85 % de l'opium mondial, une drogue strictement interdite par le Coran.

## Fiche technique
- Réalisateurs : François Margolin
- Cadreur : François Margolin
- Ingénieur du son : François Margolin
- Monteur : Emmanuelle Castro
- Monteur son : Jean-Marc Schick
- Producteurs : Margo Films, Odyssée, Sylicone
- Scénariste : François Margolin, Olivier Weber
- Auteurs du commentaire: François Margolin, Olivier Weber

## Distinctions
- Prix spécial du Festival international des programmes audiovisuels de Biarritz, 2001